# Still Me Still Now
Still Me Still Now utkom 2006 och är ett studioalbum av Amy Diamond.

## Låtlista
| Nr | Låt                           | Musik                                           | Text                                            | Längd |
| -- | ----------------------------- | ----------------------------------------------- | ----------------------------------------------- | ----- |
| 1  | Big Guns                      | Gustav Jonsson Tommy Tysper Marcus Sepehrmanesh | Gustav Jonsson Tommy Tysper Marcus Sepehrmanesh | 3:22  |
| 2  | Don't Cry Your Heart Out      | Gustav Jonsson Tommy Tysper Marcus Sepehrmanesh | Gustav Jonsson Tommy Tysper Marcus Sepehrmanesh | 3:21  |
| 3  | My Name is Love               | Gustav Jonsson Tommy Tysper Marcus Sepehrmanesh | Gustav Jonsson Tommy Tysper Marcus Sepehrmanesh | 2:55  |
| 4  | That's Life                   | Gustav Jonsson Tommy Tysper Marcus Sepehrmanesh | Gustav Jonsson Tommy Tysper Marcus Sepehrmanesh | 2:50  |
| 5  | All the Money In the World    | Gustav Jonsson Tommy Tysper Marcus Sepehrmanesh | Gustav Jonsson Tommy Tysper Marcus Sepehrmanesh | 3:09  |
| 6  | Don't Lose Any Sleep Over You | Gustav Jonsson Tommy Tysper Marcus Sepehrmanesh | Gustav Jonsson Tommy Tysper Marcus Sepehrmanesh | 3:12  |
| 7  | Diamonds                      | Gustav Jonsson Tommy Tysper Marcus Sepehrmanesh | Gustav Jonsson Tommy Tysper Marcus Sepehrmanesh | 2:40  |
| 8  | Life's What You Make It       | Gustav Jonsson Tommy Tysper Marcus Sepehrmanesh | Gustav Jonsson Tommy Tysper Marcus Sepehrmanesh | 2:58  |
| 9  | No Regrets                    | Gustav Jonsson Tommy Tysper Marcus Sepehrmanesh | Gustav Jonsson Tommy Tysper Marcus Sepehrmanesh | 2:58  |
| 10 | It Can Only Get Better        | Gustav Jonsson Tommy Tysper Marcus Sepehrmanesh | Gustav Jonsson Tommy Tysper Marcus Sepehrmanesh | 3:26  |

## Listplaceringar
| Lista (2006) | Topplacering |
| ------------ | ------------ |
| Danmark      | 25           |
| Finland      | 34           |
| Sverige      | 2            |

### Fotnoter
1. ↑  ”Svensk mediedatabas”. http://smdb.kb.se/catalog/id/002033273. Läst 1 juni 2011.
2. ↑  Danishcharts - Still Me Still Now på den danska albumlistan
3. ↑  Finnishcharts - Still Me Still Now på den finländska albumlistan
4. ↑  Swedishcharts - Still Me Still Now på den svenska albumlistan